# 聴竹居
聴竹居（ちょうちくきょ）は、京都府乙訓郡大山崎町に所在する歴史的建築物。1928年に建築家藤井厚二の自邸として建てられた。

## 概要
聴竹居は真の日本の気候、風土にあった日本人の身体に適した住宅をテーマとして設計された藤井厚二の大山崎における一連の住宅群の第5作。木造平屋の住宅だが風の気流や太陽の採光など自然の力を生かせるよう、床下に埋めた土管に庭の快適な外気を取り込み室内に送り込むなど環境工学に配慮した設計がなされている。室内の居間では畳敷き小上がりの和の空間と、近代的な椅子式生活を統合した欧風の空間が同在する。
1999年にDOCOMOMO JAPAN選定 日本におけるモダン・ムーブメントの建築（003番）に選定されている。2016年（平成28年）、藤井厚二が数年間在籍していた竹中工務店が聴竹居を取得した。

## 文化財

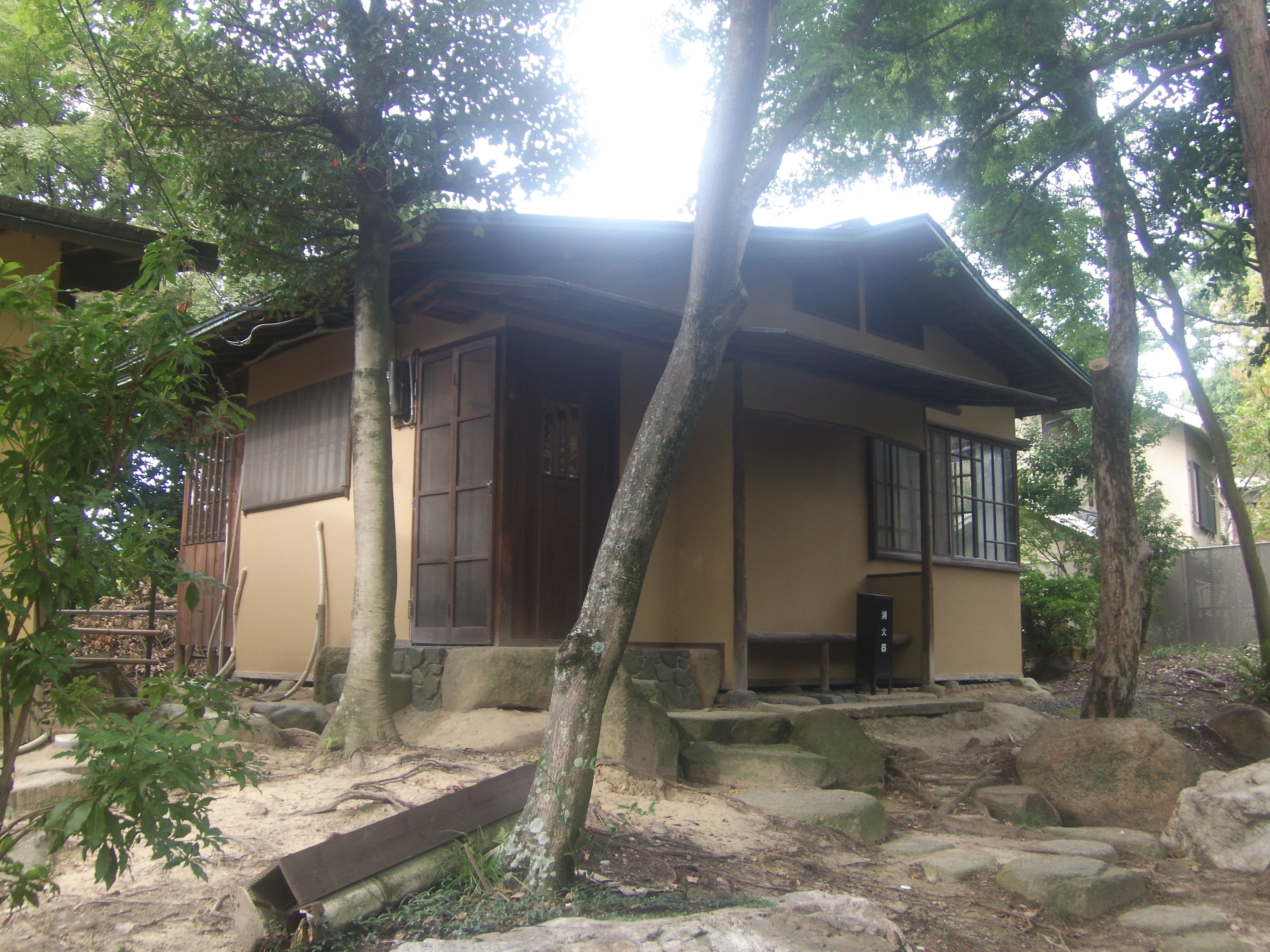
閑室

2017年（平成29年）7月31日、「聴竹居（旧藤井厚二自邸）」として建築物3棟及び土地が重要文化財に指定された。
- 聴竹居（旧藤井厚二自邸） 3棟
  - 本屋 （附 家具4点（客室机1、同椅子2、食事室机1））
  - 閑室 （附 家具6点（下段の間机1、同椅子5））
  - 茶室
  - 土地 大字大山崎小字谷田77番1

山林3,706.81平方メートル 地域内の石段3所、池、水路を含む
- 閑室

## 交通アクセス
- JR京都線山崎駅より徒歩15分